# Поликарпов И-3
Поликарпов И-3 (рус. Поликарпов И-3) је ловачки авион направљен у СССР-у. Авион је први пут полетео 1928. године.

Распон крила авиона је био 11,00 метара, а дужина трупа 8,01 метара. Празан авион је имао масу од 1400 килограма. Нормална полетна маса износила је око 1846 килограма. Био је наоружан са два митраљеза калибра 7,62 mm ПВ-1.

## Наоружање
| Наоружање авиона: Поликарпов И-3 |        |
| Ватрено (стрељачко) наоружање    |        |
| Топ                              |        |
| Митраљез                         |        |
| Број и ознака митраљеза          | 2 ПВ-1 |
| Калибар                          | 7,62   |
| Бомбардерско наоружање (бомбе)   |        |
| Ракетно наоружање (ракете)       |        |